# 前原耳蕨
前原耳蕨（学名：Polystichum mayebarae），为鳞毛蕨科耳蕨属下的一个植物种。